# Izaías Régis
Izaías Régis Neto (Terezinha, 13 de novembro de 1954), é um empresário e político brasileiro. É deputado estadual de Pernambuco pelo PSDB.

## Biografia
Izaías Régis já exerceu o cargo de prefeito da cidade de Garanhuns em Pernambuco por dois mandatos consecutivos 2013 a 2016 / 2017 a 2020. Ocupa pela quarta vez a cadeira na câmara estadual. Ele foi eleito em 2022, com 27.104 votos.